# Wilhelm Mack
Wilhelm Mack (ur. 1908, zm. ?) – zbrodniarz hitlerowski, członek załogi obozu koncentracyjnego Mauthausen-Gusen i SS-Unterscharführer (nr identyfikacyjny w SS: 246875).
Członek Waffen-SS od listopada 1939. Pełnił służbę jako strażnik i kierownik komanda wieźniarskiego w obozie Gusen od 8 stycznia 1940 do maja 1945. Mack zastrzelił dwóch więźniów podczas próby ucieczki, a wielu innych bił za drobne przewinienia.
Wilhelm Mack został skazany w procesie załogi Mauthausen-Gusen (US vs. Johann Altfuldisch i inni) przez amerykański Trybunał Wojskowy w Dachau na karę śmierci. Wyrok zamieniono jednak następnie na dożywocie.